# 湖北省黄石市第二中学
湖北省黄石市第二中学（简称：黄石二中、黄二，英语：No.2 Senior High School of Huangshi,Hubei Province，缩写：HSEZ），始建于1955年，中华人民共和国湖北省重点公立中学。学校占地面积320余亩，是全湖北省范围内的绿化先进学校。该校于1978年被确立为湖北省省级重点高级中学。1994年成为湖北省首批四所“示范学校”之一，目前是湖北省黄石市唯一的一所省级重点中学。

## 历史沿革

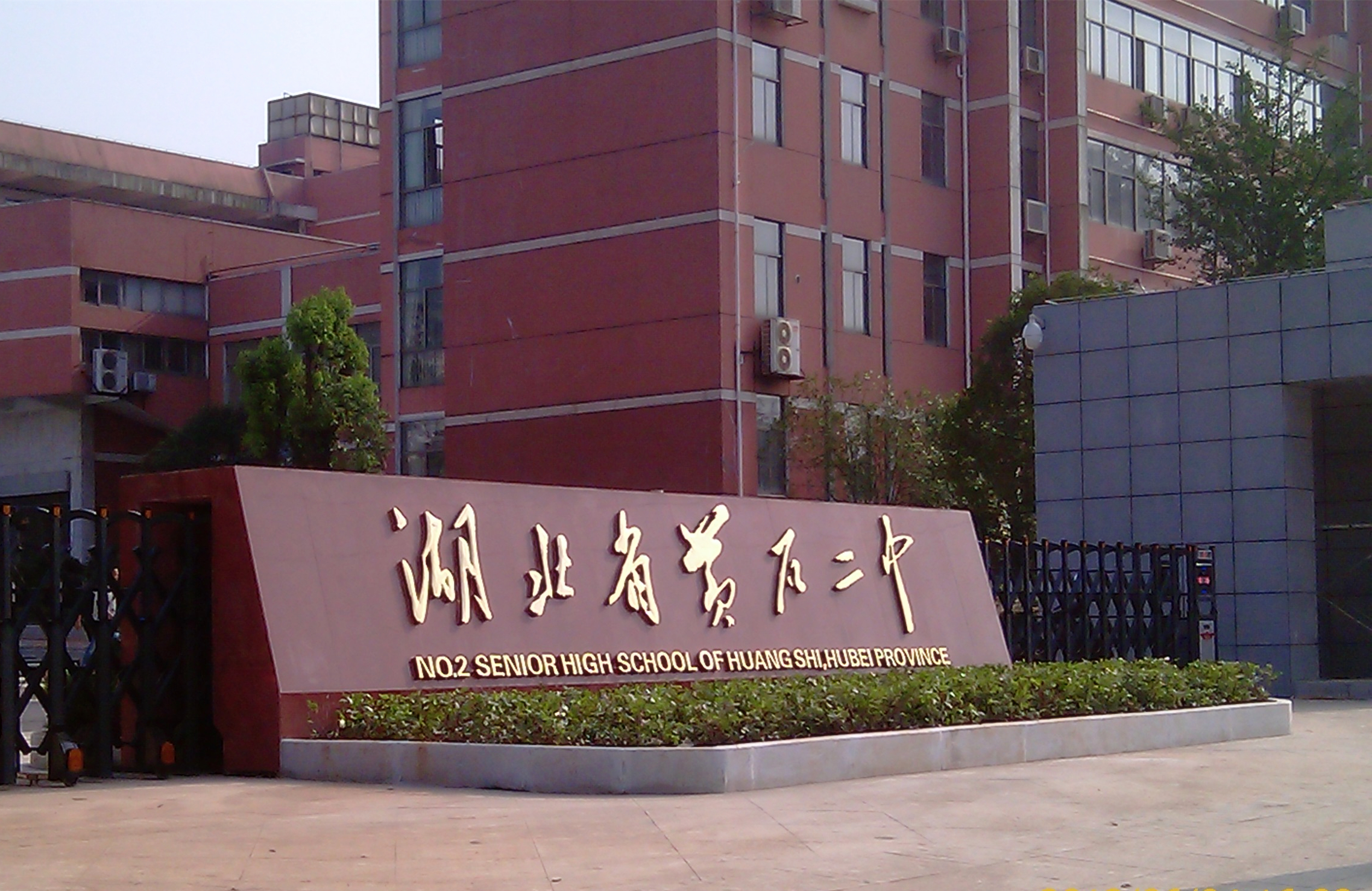
黄石二中校园正门

湖北省黄石二中始建于1955年，1958年7月开始办高中教育。1978年被湖北省教育厅确定为“湖北省重点中学”，1994年11月被湖北省人民政府确定为湖北省首批四所“示范学校”之一。黄石二中原校址位于现在的黄石市实验高中所在地，1998年，中共黄石市市委、黄石市政府决定，黄石二中校区整体由天津路旧址整体搬迁至黄石市团城山开发区。2005年5月，通过省级示范学校复评，同年10月举行了50周年校庆活动。2010年启动第二次校园规划调整建设。2012年以来，为适应教育教学的需要，校园进行了整体的翻修，新建了一号楼（用于高三教室及教师办公室，楼侧有高一教室）和体育馆、翻修了实验楼等设施。

## 校园综述

### 校歌
校歌为《我们在这里成长》，由黄石市著名音乐人、该校音乐教师唐俊谱曲，前校长费新岸作词。

### 校园设施
教学设施：校内有多栋可使用的教学楼，但只有三栋处于使用状态，分别为一号楼主楼（高三年级教室）、一号楼侧楼（高一部分班级教室）、六号楼（高一年级教室）、十八号楼（高二年级教室）。另有五号楼，处于闲置状态，高三年级考试期间常使用作考场。此外，有实验楼、办公楼、图书楼等多栋其他用途建筑。教室内配备有计算机、投影仪、广播等现代化教学设备。部分楼层区域有无线网络(Wi-Fi)。
体育设施：校内有多处体育场地，包括食堂入口侧以及十八号楼门口的多处乒乓球台，一号楼右侧方以及十八号楼门口的多个篮球场，三个排球场，一个足球场，一条室外跑道等等。
学生社团：校内有校园广播站、动漫社、文学社、攝影社、音樂社、二中模拟联合国、二中足球队、二中篮球队等多个学生社团及组织。

## 教学力量
黄石二中现有教学班60个，在校学生3342人。学校在职教职工257人，其中享受中国政府津贴的专家7人，特级教师19人，高级教师百余人，教师中有硕士研究生学历50多人。该校教育教学设施齐全。

## 教学成绩
多年来，黄石二中高考升学率保持在95%以上，其中一类重点大学升学率在50%以上，成绩在湖北省东南部地区十分突出。2008年普通高等學校招生全國統一考試中，該校學生袁鵬飛名列湖北省理科第三名，截至2018年，夺得全黄石市文理科高考状元29个，文理科高分段人数在全湖北省名列前茅。自1998年以来，该校考取北京大学66人，考取清华大学34人，考取香港中文大学及香港浸会大学共6人，考取公费新加坡及法国留学共44人。截至2013年，共有29人在各学科竞赛中获得全国一等奖、二等奖。

## 学校荣誉
- 连续九届获得“湖北省最佳文明单位”称号
- 连续五次获得“全国百强中学”称号
- 2011年获“湖北省五一劳动奖状”集体称号
- “全国基础教育名校”称号
- “全国学校体育卫生工作先进单位”称号
- 2009年获“全国科技教育示范单位”称号
- “全国环境教育示范学校”称号
- “全国群众体育先进单位”称号
- “北京2008奥林匹克教育示范学校”
- 2005年获“全国优秀青少年体育俱乐部” 称号
- “湖北省中小学德育工作先进单位”
- “湖北省依法治校师范学校”
- “湖北省教育科学研究50强学校”
- “湖北省校务公开工作先进单位”
- “湖北省艺术教育先进单位”
- “湖北省安全文明学校”
- “湖北省优秀现代教育技术实验学校”
- “湖北省城市园林式单位”
- “湖北省中学后勤工作先进单位”
- 2003年入选“中国名校600家”
- 2004年获“国家级绿色学校”称号
- 2006年获“全国学校管理创新品牌学校”称号